# Кармиль, Рене
Рене́ Карми́ль (Тремола, Дордонь, 1886 — Дахау, Бавария, 25 января 1945) — эксперт по системам обработки данных на перфокартах и генеральный финансовый инспектор французской армии в начале XX века.
Поступил в парижскую Политехническую школу в 1906 году, получил высшее образование в области артиллерии. Служил в армии в звании лейтенанта и в должности командира батареи в начале Первой мировой войны. Затем занимал штабные должности, в том числе в разведывательном управлении Генштаба.
Во Второй мировой войне он был двойным агентом французского Сопротивления и участником подпольной группы «Марко Поло». Он руководил Департаментом демографии в правительстве Виши, а позже — французским статистическим институтом НИСЭИ. В этом качестве он саботировал проводимую нацистами перепись населения Франции, что спасло множество евреев от лагерей смерти.
В издаваемой американским институтом IEEE газете «The Institute» Кармиль описывается как один из первых этичных хакеров: «в течение двух лет Кармиль и его группа намеренно затягивали процесс, неправильно обращаясь с перфокартами. Он также взламывал собственные машины, перепрограммируя их так, чтобы они никогда не пробивали информацию из столбца 11 [в котором указывалась религия] на любой карте переписи». Он также использовал ресурсы департамента для помощи мобилизации французского Сопротивления в Алжире.
Кармиль был арестован в Лионе 3 февраля 1944 года. В течение двух дней его допрашивал Клаус Барби, но Кармиль не сломался под пытками. Он был отправлен в Дахау, где погиб 25 января 1945.